# Marcello (artiste)
 (décembre 2014).
Marcello, pseudonyme d'Adèle d'Affry, duchesse de Castiglione Colonna, née le 6 juillet 1836 à Fribourg et morte le 16 juillet 1879 à Castellammare di Stabia, est une artiste peintre, graveuse et sculptrice suisse.

## Biographie

### Jeunesse
Adélaïde Nathalie Marie Hedwige Philippine d’Affry naît le 6 juillet 1836 à Fribourg. Elle est la fille aînée du comte Louis d’Affry (1810-1841) et de Lucie de Maillardoz (1816-1897). La carrière militaire est la voie traditionnelle dans laquelle se sont illustrés les membres masculins de la famille d’Affry. Le goût des arts est une valeur transmise de génération en génération dans la famille Affry. Louis d’Affry (1743-1810), l’arrière-grand-père d’Adèle, fut le premier Landamann de la Suisse. Il s'adonnait à la gravure, et son fils Charles, qui a servi sous les ordres de Bonaparte, documente des scènes de la vie militaire à l'aquarelle.
Adèle a une sœur cadette, Cécile Marie Philippine Caroline (1839-1911). Leur père décède le 26 juin 1841 ; Adèle et Cécile sont élevées par leur mère. Elles partagent leur temps entre Fribourg et Givisiez durant les mois d’été et Nice ou l’Italie pendant l’hiver.
En 1853 et 1854, Adèle d’Affry reçoit l’éducation classique des jeunes filles bien nées, d'abord des leçons de dessin et d’aquarelle auprès du peintre Joseph Auguste Dietrich (1821-1863), puis des cours de modelage dans l’atelier romain du sculpteur suisse Heinrich Max Imhof (1795-1869).

### Vocation à Rome
Le 5 avril 1856, Adèle d’Affry épouse Carlo Colonna (1825-1856) à Rome. Ce dernier, anobli un mois plus tard, reçoit le titre de duc de Castiglione-Altibrandi. Cette union est de courte durée : Carlo Colonna meurt subitement d’une fièvre typhoïde, à Paris, le 18 décembre.
Adèle Colonna est obligée de rentrer à Rome en 1857 pour régler les différends qui l’opposent à la famille Colonna dans l’affaire de la succession de son époux. La duchesse trouve refuge au couvent des Dames du Sacré-Cœur, à la Trinité-des-Monts. Sa vocation artistique s’éveille progressivement à cette époque. Elle reprend ses leçons dans l’atelier d’Imhof, visite de nombreuses églises, admire les œuvres de l’Antiquité et de Michel-Ange. À l’automne, elle modèle le buste de son défunt mari. Cette première sculpture est rapidement suivie d’un autoportrait.

### Une duchesse à Paris

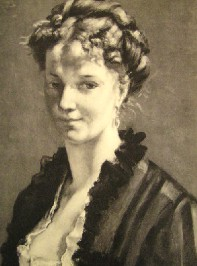
Gustave Courbet, Portrait de Marcello (1870), Reims, musée des Beaux-Arts.

Elle se rend à Paris en 1859 et loue un appartement à Léon Riesener (1808-1878), cousin d’Eugène Delacroix, au no 1 rue Bayard. Pierre Andrieu (1821-1892), familier des Riesener et assistant de Delacroix, l’aide à décorer à fresque sa salle à manger et son atelier. La duchesse commence à fréquenter la société brillante du Second Empire. Elle chaperonne sa sœur Cécile jusqu’au mariage de celle-ci, le 29 octobre, avec le baron Moritz von Ottenfels-Gschwind (1820-1907), diplomate autrichien. Le rang d’Adèle l’amène à fréquenter les salons légitimistes du faubourg Saint-Germain, et son goût à leur préférer le salon tenu par la comtesse de Circourt. La belle duchesse noue des amitiés durables, avec notamment Adolphe Thiers (1797-1877). Le père Gratry (1805-1872) devient son directeur de conscience.

### Débuts artistiques
Adèle Colonna  travaille à sa première composition aboutie, La Belle Hélène (1860). Elle étudie le dessin animalier au Muséum national d’histoire naturelle sous la direction du sculpteur Antoine-Louis Barye (1795-1875), et s’exerce avec passion d’après nature et d’après l’antique, sans négliger les aspects les plus techniques et épuisants de la sculpture. L’impétueux Auguste Clésinger (1814-1883) supervise étroitement ses progrès. À partir de décembre, elle suit en toute discrétion les cours d’anatomie du professeur Sappey, dans les sous-sols de l’École pratique de médecine. Le jeudi 6 septembre 1860, à l’occasion d’un dîner chez les Barbier, Adèle rencontre Eugène Delacroix. Les premiers symptômes de la maladie de poitrine qui l’emportera se manifestent.
En 1861, sa demande d’étudier à l’École des beaux-arts de Paris est rejetée. De retour à Rome, Adèle admire à la villa Médicis le groupe d’Ugolin et ses enfants, auquel travaille Jean-Baptiste Carpeaux (1827-1875), alors pensionnaire des lieux. L’amitié entre les deux artistes ne cessera qu’avec le décès du sculpteur.

### «Marcello»
En 1863, Adèle Colonna choisit, après bien des hésitations, d’exposer au Salon parisien sous le pseudonyme de « Marcello ». Elle présente trois bustes : Bianca Capello, le Portrait du comte G. de N…[icolaÿ] et le Portrait de Mme la duchesse de San C…[esario], une œuvre en cire. Le franc succès rencontré par sa Bianca retient l’attention de l’impératrice Eugénie qui l’invite à participer à l’un des fameux lundis des Tuileries. Adèle est désormais conviée à la cour et côtoie Napoléon III (1808-1873), auquel elle voue une grande admiration.
Durant le mois de février 1864, Marcello reçoit Jean-Baptiste Carpeaux à Givisiez, et repousse la demande en mariage que lui présente Mme Carpeaux pour son fils. La même année, à Passy, elle réalise aussi un buste en plâtre du général Antoine de Jomini, alors âgé de 85 ans.
À ces soucis d’artiste s’ajoutent ses préoccupations de duchesse, liées à ses devoirs de représentation. Elle reçoit ainsi une invitation aux « séries de Compiègne ». Andrieu assiste en son nom à la vente après décès de Delacroix et lui achète trois esquisses.
Marcello expose La Gorgone, un buste en marbre, au Salon de 1865. Le 2 août, elle reçoit la commande officielle d’un portrait de l’impératrice Eugénie, destiné à orner la salle du trône de l’hôtel de ville de Paris. Marcello produira quatre versions différentes de ce buste.
Durant les mois de juin et juillet 1866, Marcello part pour Londres et surveille de près la réception de son buste de La Gorgone en bronze, exposé à la Royal Academy. Son admiration pour la reine Marie-Antoinette, qu’elle partage avec l’impératrice Eugénie, l’a conduite à réaliser les bustes de Marie-Antoinette à Versailles et Marie-Antoinette au Temple, qu’elle présente au Salon à Paris en mai 1866. En novembre, son buste de l’impératrice est durement critiqué et refusé par la commission des beaux-arts de la ville de Paris, ce qui la rend furieuse. Elle craint d’être tombée en disgrâce auprès d’Eugénie. Cette affaire, malgré son issue heureuse — le préfet Haussmann prend la décision d’accepter le buste — la plonge dans un malaise persistant.
Marcello présente huit de ses œuvres, dont Hécate, commande de l’empereur Napoléon III pour les jardins de Compiègne, à l’Exposition universelle de 1867, dans la section des États pontificaux. Puis, accompagnée de sa mère, elle voyage durant les mois de mai et juin 1867 à travers l’Autriche, l’Allemagne et la Hongrie. À Budapest, les deux femmes assistent au couronnement de l’impératrice Élisabeth (1837-1898). À son retour à Paris, Marcello réalise un petit buste en marbre de celle-ci.

### Séjour en Espagne
Entre les mois de mars et d’août 1868, la duchesse parcourt le nord de l’Italie et fait halte à Rome. En cure à Cauterets, dans les Pyrénées, elle franchit la frontière et voyage en Espagne, où elle se trouve prise au piège d’une insurrection. Malgré les dangers de cette situation, elle reste à Madrid où elle travaille auprès de ses amis, les peintres Henri Regnault (1843-1871) et Georges Clairin (1843-1919). Elle fait la connaissance du général révolutionnaire Milans del Bosch, dont elle modèle le buste. Les lettres de recommandation de Prosper Mérimée (1803-1870) lui ouvrent grandes les portes du musée du Prado. Elle y admire, entre autres, les œuvres de Diego Vélasquez.

### La peinture

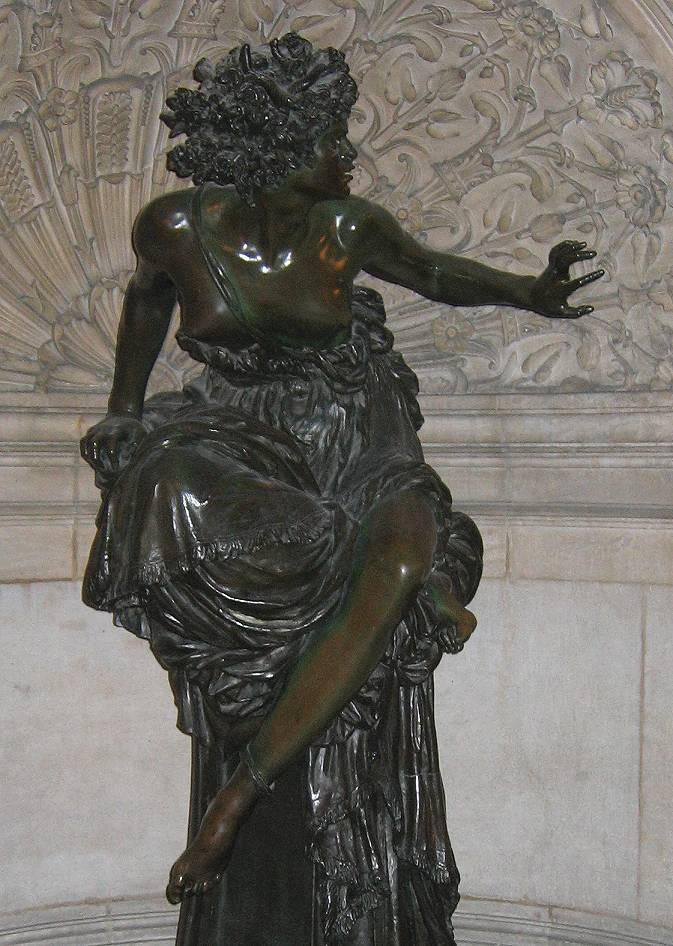
La Pythie (1870), bronze, Paris, opéra Garnier.

De retour à Rome en 1869, Marcello envoie à Paris, pour le Salon, le buste de la Bacchante fatiguée. Dans son atelier de Papa Giulio, elle compose son chef-d’œuvre, La Pythie, que Charles Garnier (1825-1898) retiendra pour orner son nouvel opéra. Alors qu’elle rencontre de nombreuses difficultés techniques dans la réalisation de sa statue, elle rêve d’abandonner la sculpture et ses lourdes contraintes matérielles pour la peinture. Elle étudie le dessin à la villa Médicis sous la direction d’Ernest Hébert (1817-1908) et partage sa passion pour la musique avec les compositeurs Charles Gounod (1818-1893) et Franz Liszt (1811-1886). Elle pratique également la peinture dans l’atelier du peintre Marià Fortuny (1838-1874), où elle a rencontré Eduardo Rosales (1836-1873).
Marcello présente sa Pythie en bronze et le buste du Chef abyssin au Salon de 1870, à Paris. Réfugiée en Suisse pendant la guerre puis la Commune, lasse des épuisements causés par la sculpture et la maladie, elle s’exerce dans l’atelier du peintre Alfred van Muyden, à Genève. À partir de 1870, luttant contre la tuberculose, et la sculpture lui demandant trop d'énergie, elle s'adonne de plus en plus à la peinture.
De retour à Paris en 1872, Marcello poursuit ses études de peinture sous la direction de Léon Bonnat.
Profondément touchée par la mort de Napoléon III en 1873, la duchesse se rend à Chislehurst en Angleterre et présente ses condoléances à l’impératrice Eugénie et au prince impérial. Marcello envisage de faire ses débuts de peintre au Salon en envoyant le Portrait de madame de Tallenay, mais décide finalement de s’abstenir. Les cinq bustes exposés à l’Exposition universelle de 1873 à Vienne, Le Chef abyssin, Bianca Capello, les Marie-Antoinette et la Pythie, lui rapportent une médaille.
Elle envoie un grand tableau, La Conjuration de Fiesque, au Salon de 1874. Le refus de cette œuvre par le jury la blesse très profondément.
Marcello peint le Portrait de Berthe Morisot en 1875, mais refuse de se laisser portraiturer par Édouard Manet. Elle pose pour son ami le peintre Édouard-Théophile Blanchard (1844-1879). Elle présente au Salon le Redemptor mundi, Phoebé et La Belle Romaine. Lors de l’inauguration de l’opéra, le 5 janvier 1875, le public et la critique font un très bon accueil à La Pythie, ce qui l'étonne et la ravit.

### Dernières œuvres
De Fribourg, où elle réside depuis janvier 1876, Marcello entreprend un nouveau périple en Italie : Florence, Orvieto, Rome, Bologne, Ferrare, Ravenne, Padoue, Venise, Vérone, Milan. Le directeur de la Galerie des Offices lui commande son portrait. Son buste de La Baronne de Keffenbrinck, présenté au Salon de la même année, lui vaut une simple mention honorable qu’elle reçoit avec amertume.
En 1877, épuisée par sa toux et ses douleurs articulaires, Adèle recherche le soleil du Midi de la France et passe le mois de décembre en Italie, sur les conseils de ses médecins.
En 1878, Marcello se déplace sans cesse entre Naples, la Suisse et Paris, à la recherche du climat qui calmera ses crises d’hémoptysie. Le 2 janvier, une seconde version de son testament liste les sculptures qu’elle lègue à l’État de Fribourg, à la condition que soit fondé un musée consacré à son œuvre.
Installée à Castellammare di Stabia en 1879, Marcello met en ordre ses papiers, travaille à la rédaction de ses Mémoires, qu’elle laissera inachevés, et dessine abondamment. Elle meurt de la tuberculose le 16 juillet 1879 et non pas le 14. Adolphe de Circourt, qui assiste à ses derniers moments, parle bien du 16 juillet,. Selon sa volonté, elle est enterrée à Givisiez, près de Fribourg où elle est née.

## Galerie

Œuvres de Marcello
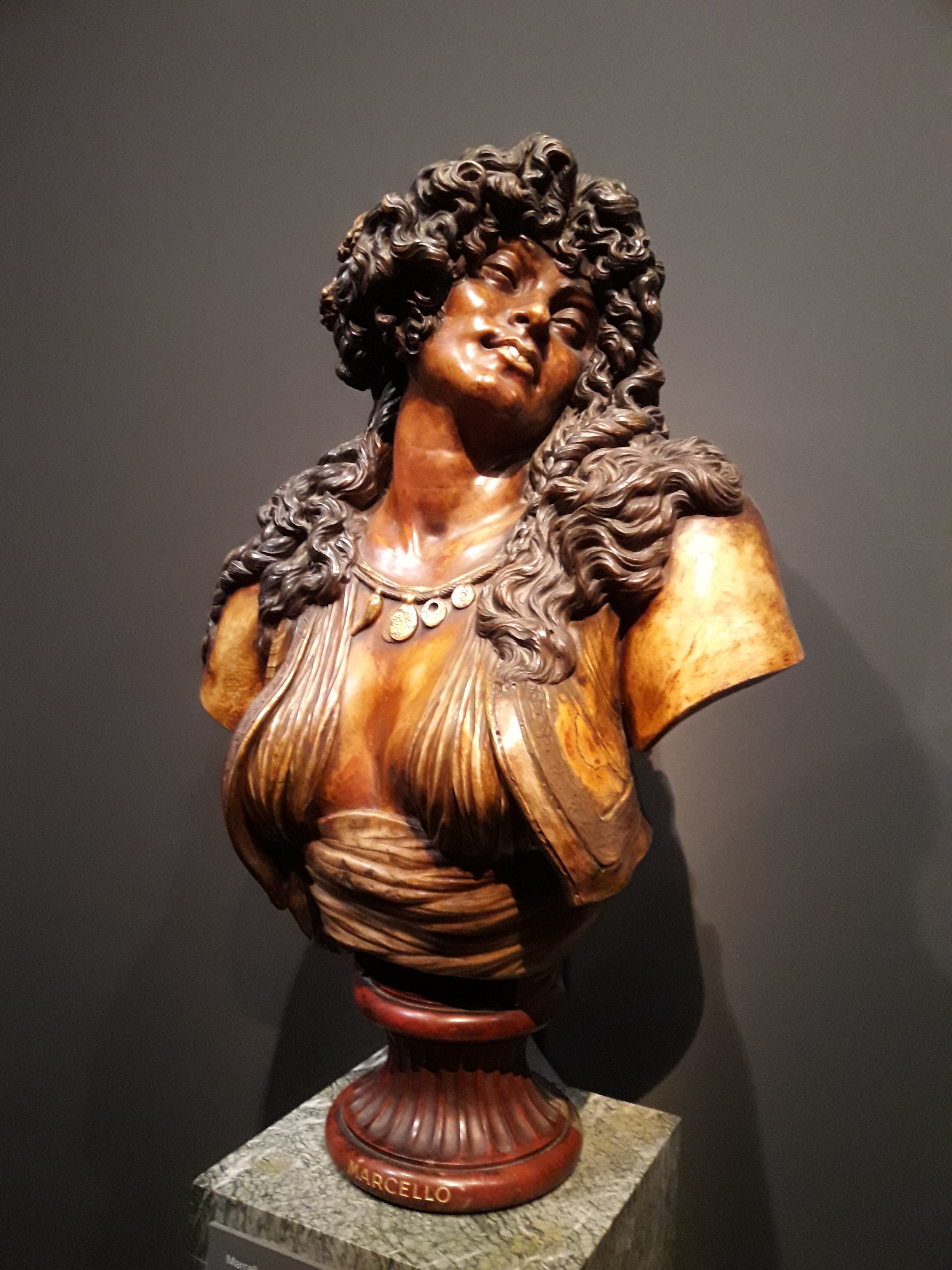
La Mauresque souriante (1869), marbre peint à l'encaustique, bronze, marbre-onyx et laiton, Paris, collection privée.
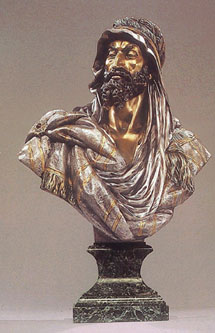
Tête d'Arabe (1870), bronze, New York, Dahesh Museum of Art.
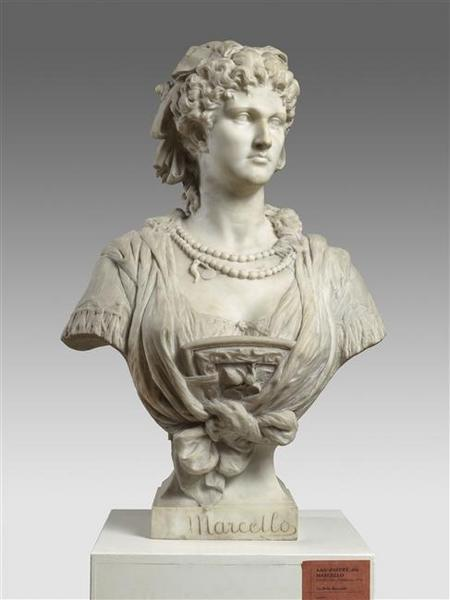
Femme transtévérine (1874), marbre, Paris, musée d'Orsay.
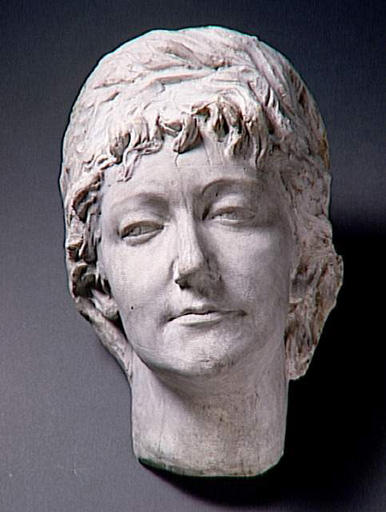
La Marquise de Talenay (1875), plâtre, Paris, musée d'Orsay.
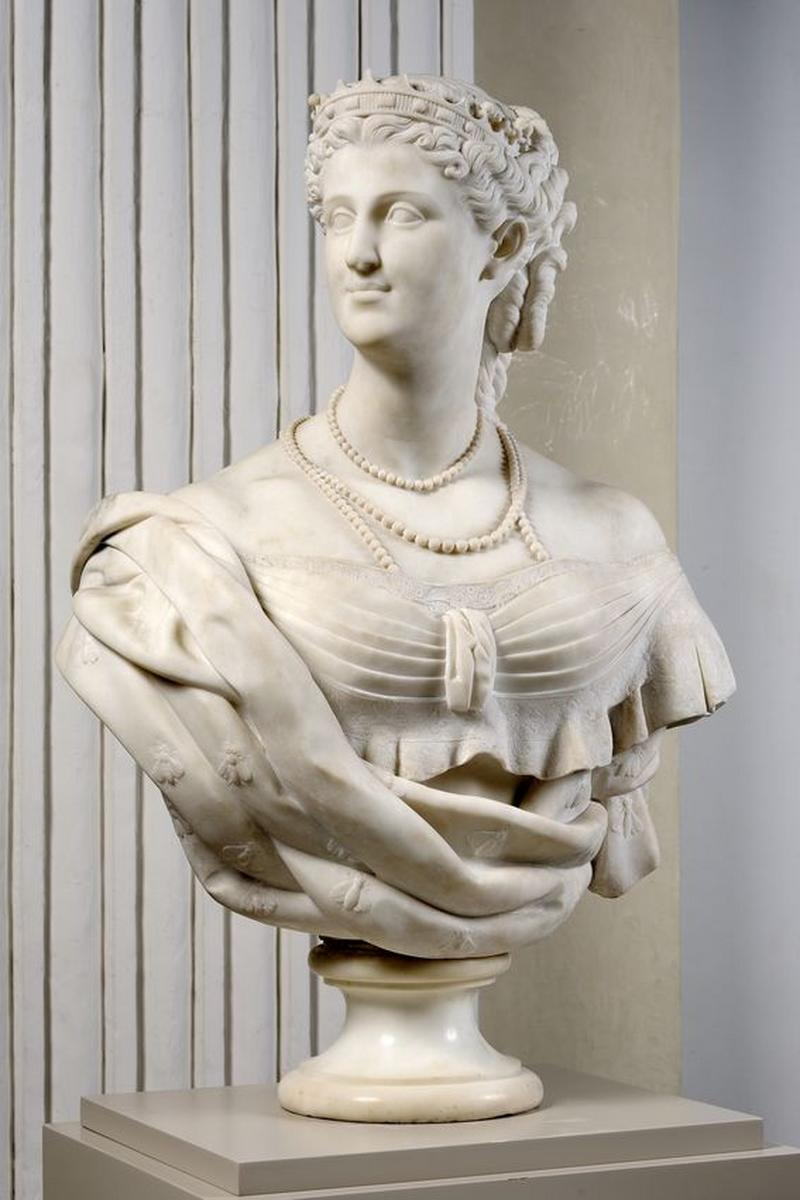
L'Impératrice Eugénie, marbre, musée des beaux-arts de Lyon.
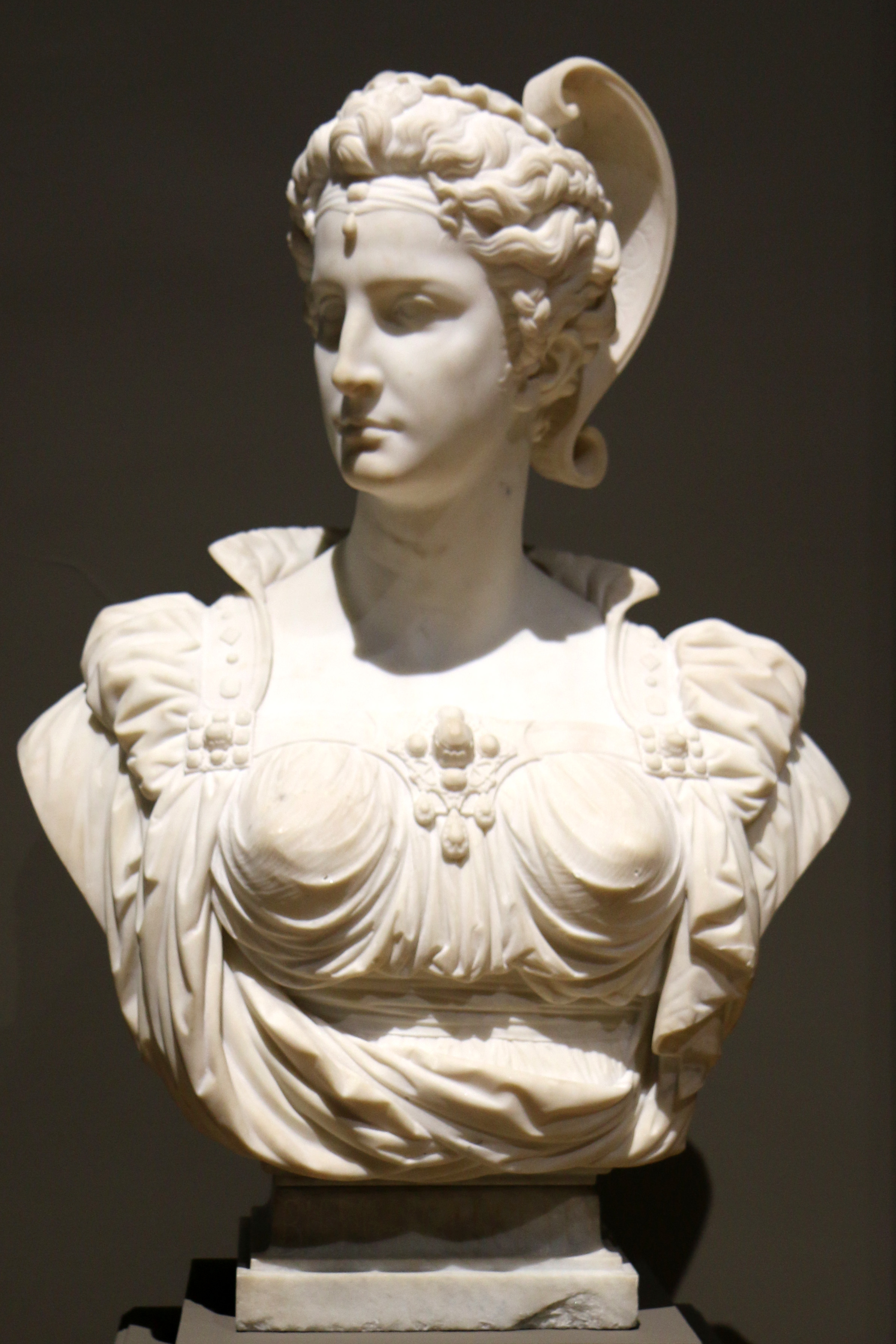
Bianca Capello, marbre, musée des beaux-arts de Marseille.

## Œuvre

### Collections publiques
En France
- Arras, musée des beaux-arts : Femme transtévérine, dite aussi Belle romaine, buste en marbre[8] ;
- Fontainebleau, château de Fontainebleau : Bianca Capello, buste en marbre[9] ;
- Lyon, musée des beaux-arts : L'Impératrice Eugénie, buste en marbre[10] ;
- Marseille, musée des beaux-arts : Bianca Capello, buste en marbre ;
- Montpellier, parc du domaine de Grammont : Hécate et Cerbère, vers 1866, groupe sculpté en marbre commandé par Napoléon III et destiné à l'entrée de la Forêt de Fontainebleu. En 1867, l'œuvre est envoyé à l'exposition universelle de 1867. La sculpture est installée dans les jardins du palais de Compiègne puis est attribuée par l'État à la ville de Montpellier en 1889. Elle est initialement installée au Peyrou. En 1956 elle est déplacée sur la place Renaudel à Celleneuve puis, classée en 1981, elle est réinstallée en 1986 dans le parc du domaine de Grammont à Montpellier, où elle est toujours visible, bien que mutilée[11],[12] ;
- Paris :
  - musée d'Orsay :
    - Chef abyssin, vers 1870, buste en marbre, agrafe en bronze et pierre bleue ;
    - Femme transtévérine, 1874, buste en marbre[13] ;
    - La Marquise Olga deTallenay, 1875, masque en plâtre[14] ;

  - Palais Garnier : Pythie, 1870, statue en bronze, sous le grand escalier ;

En Suisse
- Fribourg, musée d'art et d'histoire[15] :
  - Pythie, vers 1880, réduction en bronze ;
  - Ananké, 1866, marbre ;
  - Bacchante fatiguée, 1868, marbre ;
  - Gorgone, 1865, marbre ;
  - Bianca Capello, 1863, marbre ;
  - Élisabeth de Wittelsbach dite Sissi impératrice d'Autriche, 1867, marbre ;
  - Portrait du général Milans de Bosc, 1868, plâtre rose ;
  - Marie-Antoinette dauphine, 1866, marbre ;
  - Marie-Antoinette au Temple, 1866, marbre ;
  - La Marguerite de Goethe, 1866, marbre ;
  - La belle Romaine, 1866, marbre ;
  - Phoebé, 1875, marbre ;
  - Chef Abyssin, 1870, marbre ;
  - Ecce Homo, 1877, marbre ;
  - Portrait de Jean-Baptiste Carpeaux, 1875, bronze ;
  - Portrait de Berthe Morisot, 1875, huile sur toile ;
  - Portrait de la marquise de Tallenay, 1873, huile sur toile ;
  - Marchande de poissons à Naples, huile sur toile.

### Gravure
Marcello a produit neuf eaux-fortes originales et quelques lithographies inspirées d'Eugène Delacroix (1873). Elle s'intéresse à la gravure à partir de 1860, en fréquentant l'atelier de Marcellin Desboutin. Inédites pour la plupart, elles seront imprimées en 1980 à l'occasion d'une exposition à Fribourg.

### Salons et expositions
- 1863 : Salon de Paris ;
- 1864 : Salon de Paris ;
- 1865 : The Royal Academy Exhibition, Londres ;
- 1866 : Salon de Paris ; exposition des Beaux-arts de Lille ;
- 1867 : exposition du cercle de l’Union artistique ; The Royal Academy exhibition, Londres ; Exposition universelle de Paris ;
- 1869 : Salon de Paris ; Exposition internationale des Beaux-arts à Munich (20 juillet-31 octobre) ;
- 1870 : Salon de Paris ;
- 1873 : exposition chez Durand-Ruel (1er mars), Paris ; Exposition universelle à Vienne ;
- 1874 : Salon de Paris ;
- 1875 : Salon de Paris ;
- 1876 : Salon de Paris ;
- 1877 : exposition au cercle artistique, Nice, palais Christine.

## Iconographie
- Émile Soldi, La Duchesse Colonna de Castiglione, 1876, portrait en médaillon[réf. nécessaire] ;
- Auguste Clésinger, La Duchesse Castiglione Colonna, 1861, buste en marbre, Fribourg, Fondation Marcello ;
- Édouard-Théophile Blanchard, Portrait de Marcello, Duchesse de Castiglione Colonna, 1877, huile sur toile, musée d'art et d'histoire de Fribourg ;
- Georges Clairin, Marcello dans son atelier à Givisiez, 1871, huile sur toile, musée d'art et d'histoire de Fribourg ;
- Gustave Courbet, Portrait de Marcello (Duchesse de Castiglione Colonna), 1870, huile sur toile, musée des beaux-arts de Reims.

## Hommages
La Fondation Marcello, créée en 1963 à Fribourg en Suisse, a pour but de conserver et promouvoir sa mémoire et son œuvre. En 1996, la cinéaste Jacqueline Veuve lui a consacré un épisode de la série Ma rue raconte, co-produite par la télévision suisse.